# La Finestra editrice
La Finestra editrice est une maison d'édition, sise à Lavis (Trente - Italie), fondée en 1998 par Marco Albertazzi.

## Historique
Bénéficiant de la collaboration d'éminents chercheurs et intellectuels contemporains, y compris Marzio Pieri, Guido Ceronetti, Mino Gabriele, Jean-Pierre Brach, Franco Cardini, George Wallace, Frédérick Tristan, Cesare Vasoli, Marie-France Tristan, Piero Bigongiari, La Finestra editrice est spécialisée dans la reconstruction philologique et herméneutique des textes fondamentaux de la tradition littéraire italienne et européenne. Parmi les œuvres « restaurées », figurent, entre autres, l’Acerba de Cecco d'Ascoli et I documenti d'Amore (Documenta Amoris) de Francesco da Barberino, l'édition des œuvres du Cavalier Marin (Giambattista Marino) ou encore le Ciclo della Terrestrità del sole de Arturo Onofri. La maison d'édition ne fait partie d'aucun groupe industriel ou économique, mais travaille de manière totalement autonome sur la scène éditoriale internationale.

## Sources
- (it) Cet article est partiellement ou en totalité issu de l’article de Wikipédia en italien intitulé « La Finestra editrice » (voir la liste des auteurs).